# Grosser Ödstein
Le Grosser Ödstein est un sommet des Alpes, à 2 335 m d'altitude, dans les Alpes d'Ennstal, en Autriche (land de Styrie).